# مونیکا واگنر
مونیکا واگنر (انگلیسی: Monika Wagner؛ زادهٔ ۲۸ فوریهٔ ۱۹۶۵) ورزشکار کرلینگ اهل آلمان بود.